# Pulschnitzberg
Pulschnitzberg ist ein Gemeindeteil der Stadt Münchberg im Landkreis Hof (Oberfranken, Bayern). Pulschnitzberg liegt in der Gemarkung Poppenreuth.

## Geografie
Das Dorf bildet mit Pulschnitz im Süden eine geschlossene Siedlung. Sie liegt an der Bundesstraße 289, die nach Poppenreuth (2 km östlich) bzw. nach Schödlas verläuft (1,5 km südwestlich). Östlich des Ortes entspringt der Erbbach, ein linker Zufluss der Pulschnitz.

## Geschichte
Von 1797 bis 1810 unterstand Pulschnitzberg dem Justiz- und Kammeramt Münchberg. Infolge des Ersten Gemeindeedikts wurde Pulschnitzberg dem 1812 gebildeten Steuerdistrikt Wüstenselbitz und der zugleich entstandenen Ruralgemeinde Wüstenselbitz zugewiesen. 1848 kam Pulschnitzberg an die neu gebildete Ruralgemeinde Poppenreuth. Im Zuge der Gebietsreform in Bayern wurde Pulschnitzberg am 1. Juli 1972 nach Münchberg eingemeindet.

### Baudenkmäler
- Eisenbahnunterführung[7]

### Einwohnerentwicklung
| Jahr      | 1812  | 1861  | 1871   | 1885   | 1900   | 1925   | 1950   | 1961   | 1970   | 1987  |
| Einwohner | *     | 48    | 45     | 58     | 69     | 53     | 43     | 39     | 31     | †20   |
| Häuser    | *     |       |        | 6      | 7      | 7      | 7      | 9      |        | †11   |
| Quelle    | [ 5 ] | [ 9 ] | [ 10 ] | [ 11 ] | [ 12 ] | [ 13 ] | [ 14 ] | [ 15 ] | [ 16 ] | [ 1 ] |

## Religion
Pulschnitzberg ist bis heute nach St. Peter und Paul (Münchberg) gepfarrt und evangelisch-lutherisch geprägt.